# Afghan Telecom
Afghanistan Telecom (AfTel) là một công ty viễn thông cung cấp dịch vụ dữ liệu và thoại không dây cố định, theo giấy phép có thời hạn 25 năm tại Afghanistan. Công ty thuộc sở hữu và điều hành của chính phủ. Năm 2005, Bộ Truyền thông Afghanistan tách công ty thành một tổ chức tư nhân, đồng thời vẫn giữ quyền giám sát và kiểm soát.
AfTel sở hữu khoảng 20000 nhân viên tại 34 tỉnh và 254 trung tâm huyện và xã. Công ty cung cấp điện thoại có dây truyền thống và truy cập internet ở các thành phố lớn, đường dây điện thoại xoay vòng nội hạt không dây dựa trên hệ thống thông tin di động toàn cầu thế hệ thứ ba, WiMAX và các dịch vụ internet cáp quang, truy cập không dây và thiết bị vệ tinh.
Afghanistan Telecom là người thụ hưởng khoản tài trợ 50 triệu đô-la từ Ngân hàng Thế giới tài trợ để giúp đỡ chính phủ tăng kết nối mạng viễn thông ở Afghanistan.
Vào tháng 3 năm 2018, Ajmal Ayan được bổ nhiệm làm tổng giám đốc và giám đốc điều hành mới của công ty.
Nhờ việc tăng 5% thị phần của mình, Afghan Telecom đã có được quyền sử dụng từ 60 đến 70 tháp di động thuộc sở hữu của Etisalat.